# Ельхан Кастраті
Ельхан Кастраті (алб. Elhan Kastrati, нар. 2 лютого 1997, Крум) — албанський футболіст, воротар італійського клубу «Читтаделла».
Виступав, зокрема, за клуб «Пескара», а також національну збірну Албанії.

## Клубна кар'єра
Народився 2 лютого 1997 року в місті Крум. Починав займатися футболом у структурі клубу «Теута», а 2014 року перебрався до Італії, де приєднався до молодіжної команди «Пескари».
У дорослому футболі дебютував 2016 року виступами на правах оренди за «П'яченцу». Згодом, також як орендований гравець, грав за рідну «Теуту».
2018 року повернувся до «Пескари», а протягом першої половини 2020 року захищав кольори «Трапані».
Того ж року перейшов до «Читтаделла», представника другого італійського дивізіону, як і попередні його команди. Зі свого другого сезону у клубі з Читтаделли став його основним голкіпером.

## Виступи за збірні
2013 року дебютував у складі юнацької збірної Албанії (U-17), загалом на юнацькому рівні взяв участь у 9 іграх, пропустивши 13 голів.
Протягом 2017–2018 років залучався до складу молодіжної збірної Албанії. На молодіжному рівні зіграв у 6 офіційних матчах, пропустив 9 голів.
2022 року дебютував в офіційних матчах у складі національної збірної Албанії.

## Статистика виступів

### Статистика клубних виступів
Станом на 10 травня 2024
| Сезон                  | Команда                | Чемпіонат              | Чемпіонат | Чемпіонат | Національний кубок | Національний кубок | Національний кубок | Континентальні кубки | Континентальні кубки | Континентальні кубки | Інші змагання | Інші змагання | Інші змагання | Усього | Усього |
| Сезон                  | Команда                | Ліга                   | Ігор      | Голів     | Ліга               | Ігор               | Голів              | Ліга                 | Ігор                 | Голів                | Ліга          | Ігор          | Голів         | Ігор   | Голів  |
| ---------------------- | ---------------------- | ---------------------- | --------- | --------- | ------------------ | ------------------ | ------------------ | -------------------- | -------------------- | -------------------- | ------------- | ------------- | ------------- | ------ | ------ |
| 2015–16                | «Пескара»              | B                      | 0         | 0         | КІ                 | 0                  | 0                  | -                    | -                    | -                    | -             | -             | -             | 0      | 0      |
| 2016-січ. 2017         | «П'яченца»             | ЛП                     | 1         | -1        | КІ-ЛП              | 0                  | 0                  | -                    | -                    | -                    | -             | -             | -             | 1      | -1     |
| січ.-черв. 2017        | «Теута»                | СЛ                     | 13        | -9        | КА                 | 1                  | -1                 | -                    | -                    | -                    | -             | -             | -             | 14     | -10    |
| 2017–18                | «Теута»                | СЛ                     | 19        | -32       | КА                 | 1                  | -2                 | -                    | -                    | -                    | -             | -             | -             | 20     | -34    |
| Усього за «Теута»      | Усього за «Теута»      | Усього за «Теута»      | 32        | -41       |                    | 2                  | -3                 |                      | -                    | -                    |               | -             | -             | 34     | -44    |
| 2018–19                | «Пескара»              | B                      | 4         | -6        | КІ                 | 0                  | 0                  | -                    | -                    | -                    | -             | -             | -             | 4      | -6     |
| 2019-січ. 2020         | «Пескара»              | B                      | 11        | -14       | КІ                 | 0                  | 0                  | -                    | -                    | -                    | -             | -             | -             | 11     | -14    |
| Усього за «Пескару»    | Усього за «Пескару»    | Усього за «Пескару»    | 15        | –         |                    | 0                  | 0                  |                      | -                    | -                    |               | -             | -             | 15     | –      |
| січ.-черв. 2020        | «Трапані»              | B                      | 2         | -2        | КІ                 | -                  | -                  | -                    | -                    | -                    | -             | -             | -             | 2      | -2     |
| 2020–21                | «Читтаделла»           | B                      | 19+5      | -13 + -4  | КІ                 | 1                  | -2                 | -                    | -                    | -                    | -             | -             | -             | 25     | –      |
| 2021–22                | «Читтаделла»           | B                      | 32        | -31       | КІ                 | 1                  | -1                 | -                    | -                    | -                    | -             | -             | -             | 33     | -32    |
| 2022–23                | «Читтаделла»           | B                      | 36        | -42       | КІ                 | 1                  | -2                 | -                    | -                    | -                    | -             | -             | -             | 37     | -44    |
| 2023–24                | «Читтаделла»           | B                      | 35        | -44       | КІ                 | 1                  | -1                 | -                    | -                    | -                    | -             | -             | -             | 36     | -45    |
| Усього за «Читтаделлу» | Усього за «Читтаделлу» | Усього за «Читтаделлу» | 122+5     | -130 + -4 |                    | 4                  | -6                 |                      | -                    | -                    |               | -             | -             | 131    | -140   |
| Усього за кар'єру      | Усього за кар'єру      | Усього за кар'єру      | 172+5     | –4 + -4   |                    | 6                  | -9                 |                      | -                    | -                    |               | -             | -             | 183    | –7     |

### Статистика виступів за збірну
Станом на 10 травня 2024
| Дата       | Місто    | Господарі         | Результат | Гості   | Турнір           | Голи | Примітки |
| ---------- | -------- | ----------------- | --------- | ------- | ---------------- | ---- | -------- |
| 13-6-2022  | Тирана   | Албанія           | 0 – 0     | Естонія | товариський матч | -    | 46'      |
| 26-10-2022 | Абу-Дабі | Саудівська Аравія | 1 – 1     | Албанія | товариський матч | -1   | 46'      |
| Усього     |          | Матчів            | 2         |         | Голів            | -1   |          |

| Дата       | Місто    | Господарі  | Результат | Гості    | Турнір                             | Голи | Примітки |
| ---------- | -------- | ---------- | --------- | -------- | ---------------------------------- | ---- | -------- |
| 27-3-2017  | Тирана   | Албанія    | 2 – 0     | Молдова  | Товариський матч                   | -    |          |
| 5-6-2017   | Тирана   | Албанія    | 0 – 3     | Франція  | Товариський матч                   | -    | 69'      |
| 27-3-2018  | Жиліна   | Словаччина | 4 – 1     | Албанія  | Кваліфікація молодіжного Євро-2019 | -4   |          |
| 5-6-2018   | Ельбасан | Албанія    | 3 – 2     | Білорусь | Товариський матч                   | -2   | 90+3'    |
| 11-10-2018 | Тирана   | Албанія    | 0 – 1     | Іспанія  | Кваліфікація молодіжного Євро-2019 | -1   | 75'      |
| 16-10-2018 | Пярну    | Естонія    | 2 – 2     | Албанія  | Кваліфікація молодіжного Євро-2019 | -2   |          |
| Усього     |          | Матчів     | 6         |          | Голів                              | -9   |          |